# توسزوو موی
توسزوو موی (به لاتین: Tuszów Mały) یک منطقهٔ مسکونی در لهستان است که در Gmina Tuszów Narodowy واقع شده‌است.